# Dave Wyant
Dave Wyant (* im 20. Jahrhundert) ist ein ehemaliger US-amerikanischer Schiedsrichter im American Football, der von der Saison 1991 bis 2013 in der NFL tätig war. Er trug die Uniform mit der Nummer 16.

## Karriere
Wyant war während seiner gesamten NFL-Laufbahn als Side Judge tätig.
Er war im Schiedsrichtergespann beim Super Bowl XLVIII im Jahr 2014 in der Crew unter der Leitung von Hauptschiedsrichter Terry McAulay. Zudem war er im Pro Bowl 2003 aktiv.
Nachdem er zum Ende der Saison 2013 seine Feldkarriere beendet hatte, arbeitete Wyant im Ligabüro, wo er College-Schiedsrichter scoutete. Später wurde er zum Chief Scout und Director of Officiating Recruitment ernannt.
Wyant wurde im Jahr 2021 mit dem Art McNally Award ausgezeichnet.